# متحف تاريخ برشلونة
متحف تاريخ برشلونة في كتالونيا، ويعرف أيضًا باسم MUHBA أو MHCB.

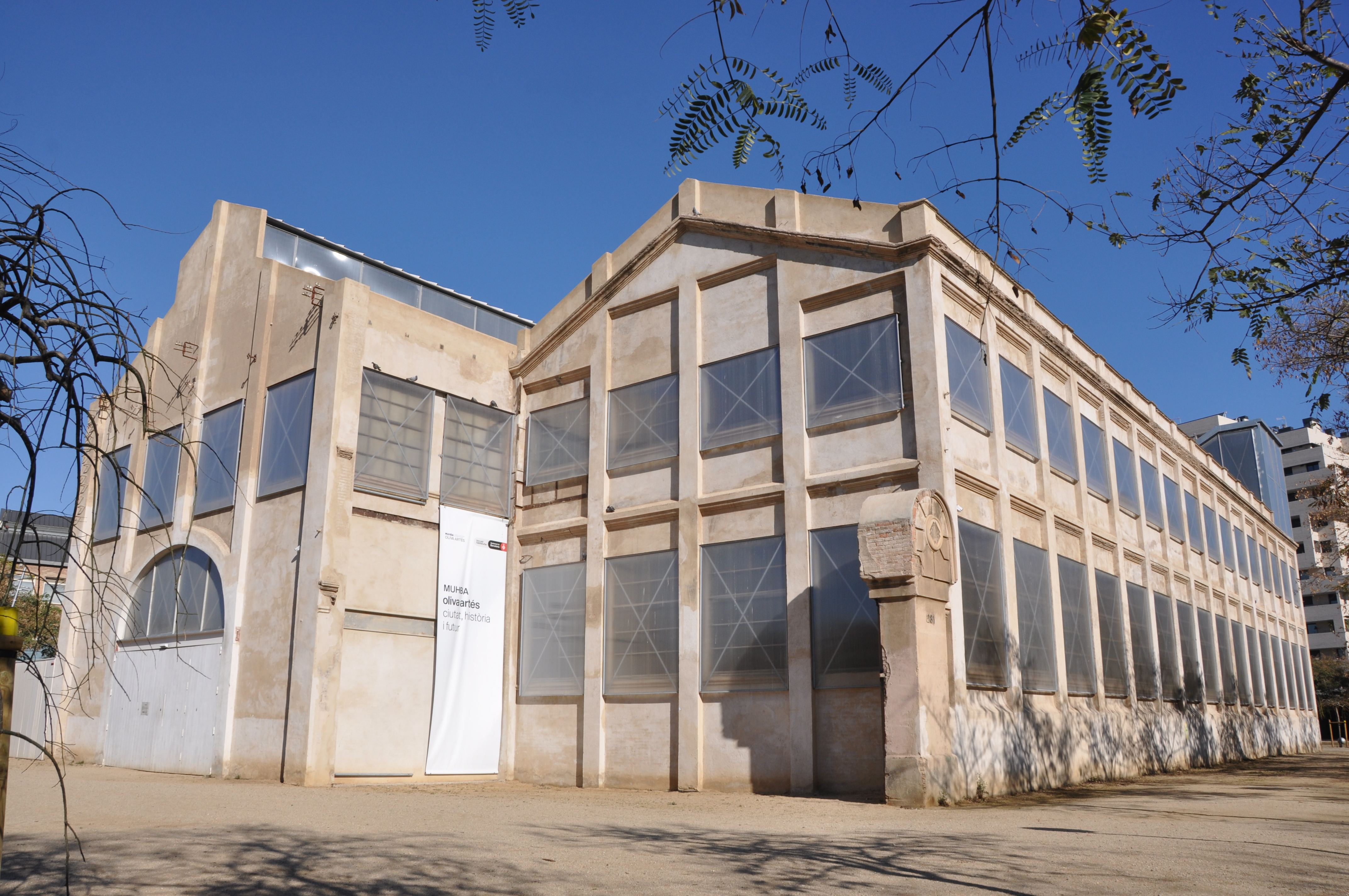

هو متحف المدينة الذي يحتوي على دراسات ووثائق وتقارير، تكشف عن الميراث التاريخي وتاريخ برشلونة منذ البداية حتى الوقت المعاصر. يعتمد على مجلس مدينة برشلونة من خلال المركز الثقافي البرشلوني حيث يوجد المقر الرئيسي له في ميدان الري وسط مدينة برشلونة القديمة، كما أنها تدير العديد من مراكز التراث التي توجد في مناطق وأحياء المدينة. وقد تم افتتاح المتحف في الرابع عشر من أبريل في عام 1943 على يد المؤرخ أجوستى دوران الأول ويعتبر هو أول مدير للمتحف.

## التاريخ
ومنذ إقامة المعرض العالمى في مدينة برشلونة عام 1888 حصل المتحف على العديد من المحاولات لإقامة معرض دائم ووضع مجموعة من الآثار الخاصة بمدينة المعرض ببرشلونه ومن الجدير بالذكر أن وجود مجموعه من الآثار ذات صلة بتاريخ المدينة كانت موجوده بمتحف الفنون والآثار الذي يقع في الترسانة القديمه في قلعة برشلونه وهي حاليًا البرلمان الكتالونى .
وكذلك المعرض الذي نظمه أجوستى دوران في جناح برشلونه في المعرض الدولى في عام 1929 كما أن هذا المعرض لم يكن يحتوى على مجموعة من الآثار الفريدة للمدينة فقط ولكن ايضًا كان هناك مرسوم أو خريطة توضيحية للمدينة.
وعلى صعيد آخر فإنه في عام 1877 هيئة كنيسة سانتا أجاتا القصر الملكى الكبير في برشلونة لإستضافة القطع الأثريه للمدينة وتلك القطع ظلت في الكنيسة حتى عام 1932 وفي نهاية عام 1931 تم اتخاذ خطوة نقل القطع الأثريه للحفاظ على منزل داربادييا الذي يقع في شارع ميركاديريس ممتدًا حتى ميدان الرى بالتقاطع مع شارع بيجير الذي له دور أساسى في المتحف حتى لا تتأثر بأعمال تهيئة الطريق لاينتانا وعند القيام بأعمال الأساس لمنزل بادياس

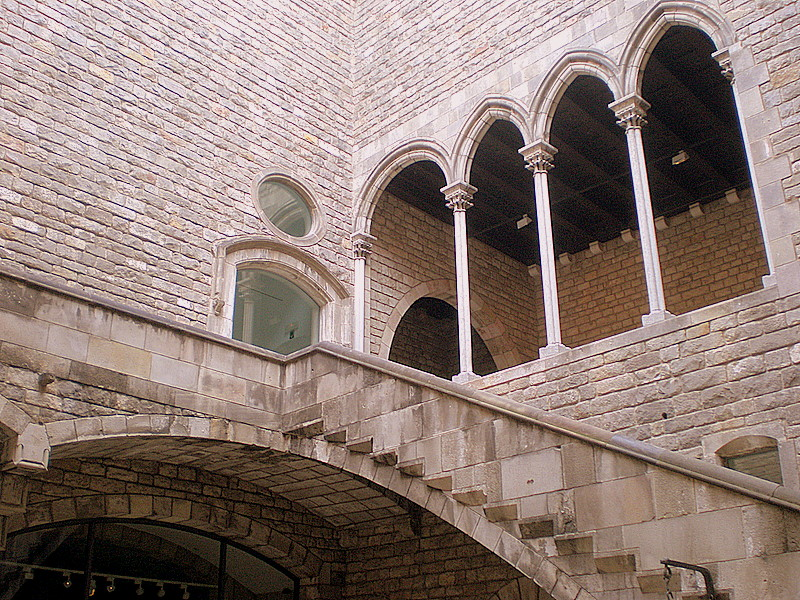
لاكاسا دى باديياس

في موقعه الجديد أتيح اكتشاف جزء كبير من الحضارة الرومانيه والقوطيه القديمه للمدينة مما أدى إلى تدخل أثرى هام في ميدان الرى
:

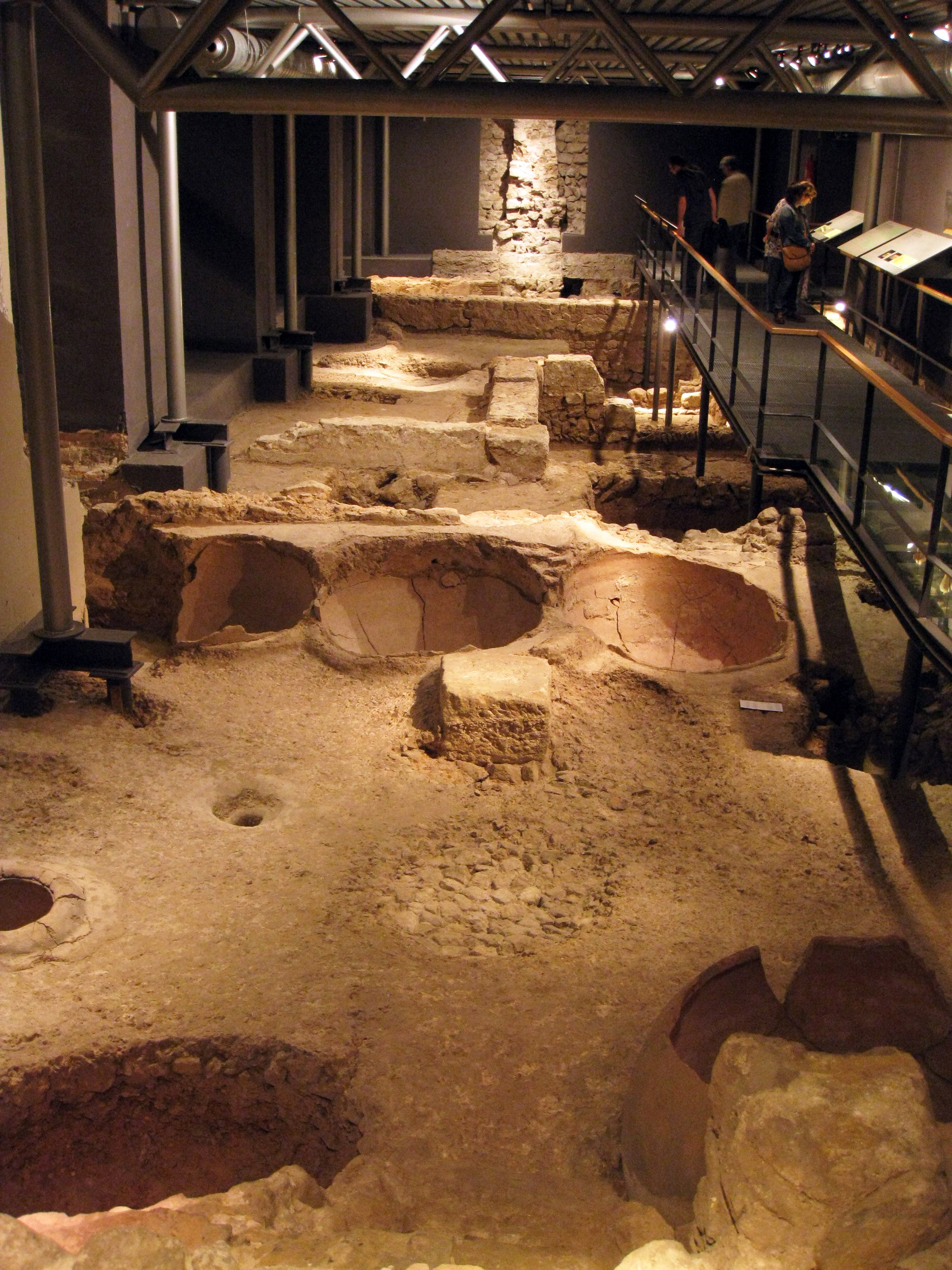
أعمال التنقيب في ميدان الرى

واستمر التنقيب في الميدان بأكمله حتى الحرب الأهلية عام 1936 - 1939 .
وبعد إزاحة المتحف الإقليمى للآثار استعاد القصر الملكى الكبير القطع الأثريه الموجوده في كنيسة سانتا أجاتا 1932 كما عمل على تهيئة قاعة تينيل

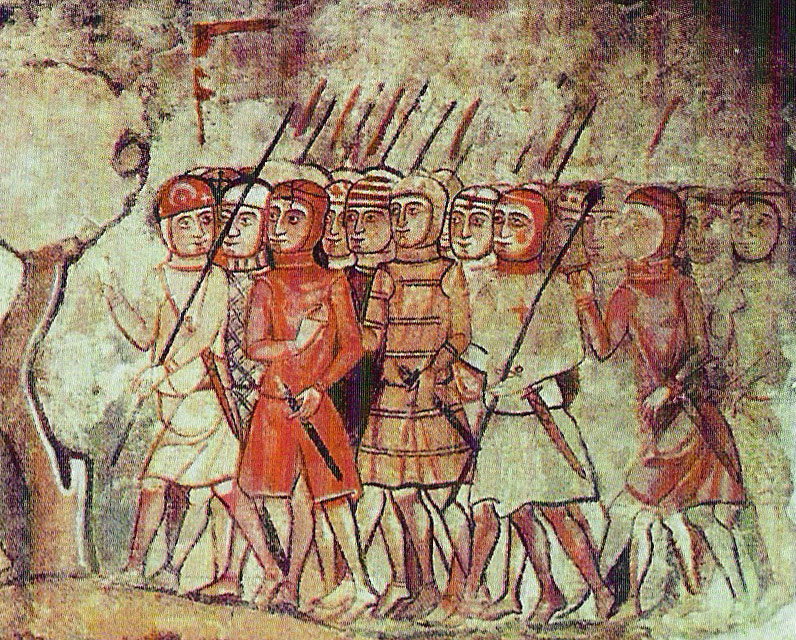
قاعة تينيل

(وكانت مجموعة من الراهبات البيديكنات تشغل الدير القديم لسانتا كلارا في برشلونة في عام 1936 وبناءً على هذه النتائج فقد تم التأكيد على مدى ملائمة ميدان الرى كموقع مقترح أو متوقع لإقامة متحف تاريخ مدينة برشلونه.
حيث تم افتتاح المتحف عقب الحرب الأهلية الإسبانيه في عام 1943 كمتحف تاريخى للمدينة وكان أول مدير لها هو أجوستى دوران فقد ازدهر المفهوم قبل الحرب ففى البداية أصبح المتحف جزء لا يتجزء من منشآت المدينة ويدعى في ذلك الحين باسم المعهد القومى لتاريخ برشلونه وظل هكذا حتى عام 1957.
وعندما تقاعد دوران قررأن يفصح عن تاريخ المدينة وكان ذلك بمبادرة من المعهد القومى التاريخى الذي هيأ أجواءً مناسبة بتخصيص برنامج إذاعى إسبوعى يدعى برشلونة

علم مدينة برشلونه

يقص لنا التاريخ من عام 1944 حتى 1973.
وأسندت النواة الأساسيه للمتحف للمقتنيات القومية التاريخية لمدينة برشلونه والتي قد تم تكوينها منذ القرن التاسع عشر إلى وعى المجتمع بأسره لميدان الرى و منزل بيدياس وأعمال التنقيب أو الحفريات و قاعة تينيل وكنيسة سانتا أجاتا وبالتالى كان المتحف ليشمل مجالات آخرى مثل معبد أوجستى و طريق الدفن الرومانى من ا لميدان لابيلا بمدريد أو بقايا منزل رومانى وجد في ميدان أنطونيو مورا,
ايضًا تم دمج متحف المعرض الكتالونى المنير و فيلا جوانا ب بايببدريرا وذلك من خلال حديقة كولسيرولا وقد وافق مجلس المدينة البرشلونى بتحويله لمتحف مخصص لذكرى الشاعر جاسنتو بيرداجير.
وبنفس الطريقة فواحده من الخصائص التي تميز متحف تاريخ برشلونه منذ السنوات الأولى لبنائه هو دمج العديد من مراكز التراث المختلفة ويتميز ايضًا (MUHBA) بمشاركه مباشره مع النشاط الأثرى والبحثى في هذا المجال وترتبط الخدمة الأثريه بهذه المراحل في برشلونة.
ولقد ساهمت النقوش الأثريه الموجوده بحائط المتحف الرومانى بالعثور على حفريات ميدان الرى

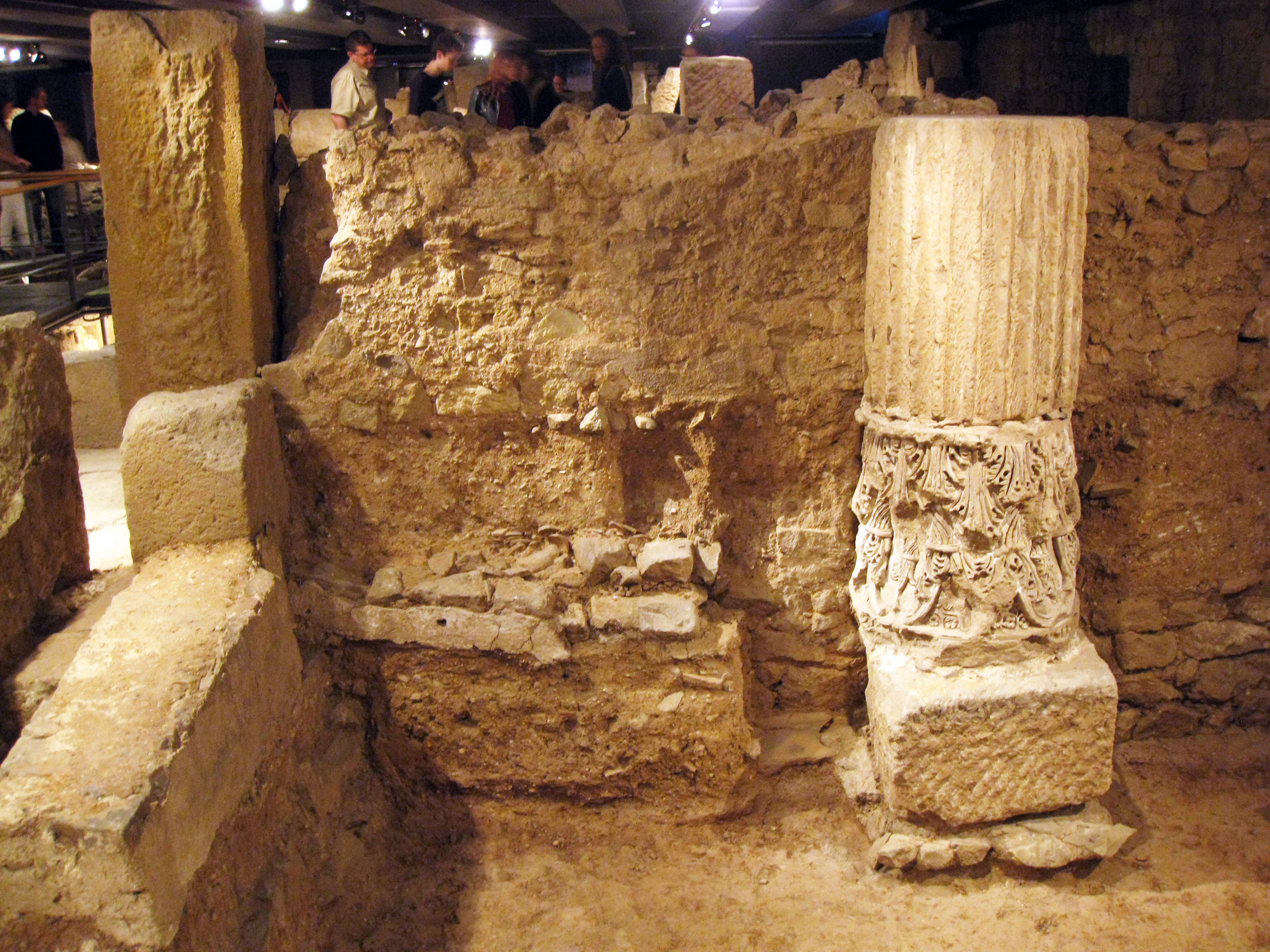
حفريات وجدت أثنات أعمال التنقيب والحفر في ميدان الرى

ومواقع أخرى من المدينة القديمة. وبالتالى تم دمج قطع أثريه للمجموعات التي تمثل الحضارة الرومانيه القديمة وكذلك التنقيب أسفل الكاتدرائية ببرشلونه مما أدى إلى اكتشاف ماء التعميد المسيحى في عام 1968 فبناء سقف ملموس لتغطية موقع أثرى تحت ميدان الرى 1961 له علاقة وطيده بمنزل باديياس1962 حيث يشير باحتواء كلا الجانبين على نفس التعبير.
وعلى عجله أعلن دوران افتتاحه للمتحف في عام 1943 ويمكننا القول بأن مشروع المتحف لم يصل لمرحلة النضج حتى بدايات القرن العشرين (في أول ستين عامًا من القرن). فلازال المتحف حتى عام 1962 لم يملك خريطة جغرافيه له ولكنه في عام 1969 نشر أول دليل للمتحف.
ووفقًا لهذه الخريطة'فإن أهم نقاط الجذب السياحى حتى يومنا هذا هم:

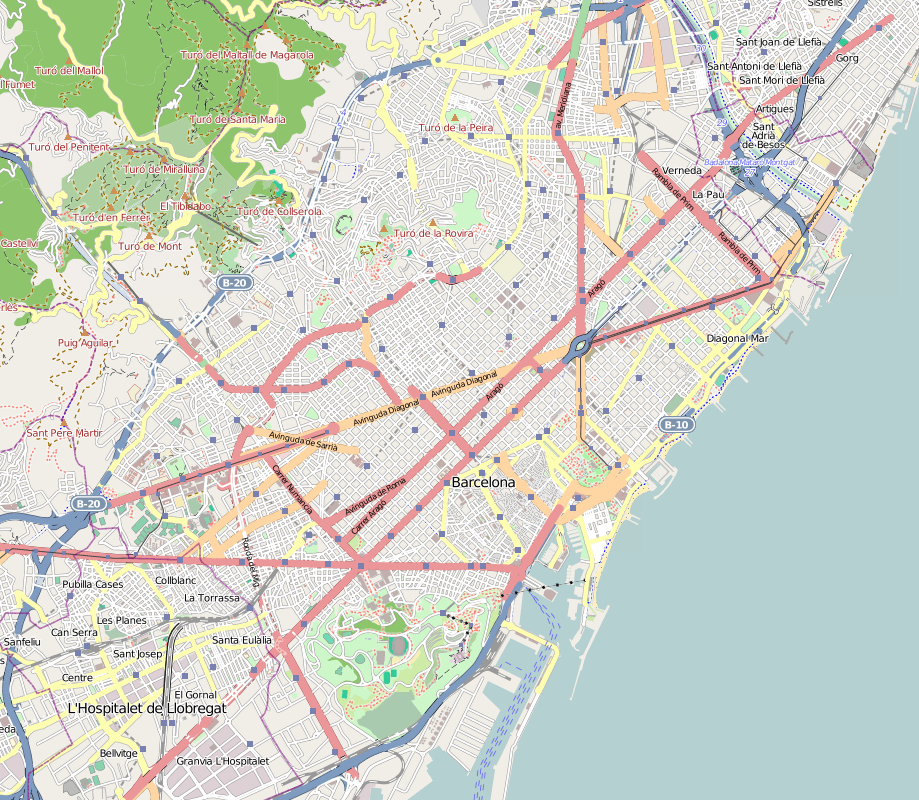
خريطة المتحف التاريخى لبرشلونه

1-الأنفاق الأثرية وجذور البرثينو الرومانى القديم.
2- مزار أكبر مبنيين معماريين في القصر الملكى الكبير وهم كنيسة سانتا أجاتا بجوارها مسرح الشرطى جام هوجيت بالإيضافه لقاعة تينيل.
3- المعرض الدائم الذي يوجد في بيت باديياس حيث توجد غرف مخصصه لنظام البلدية القديم , والنقابات والصوفية في برشلونه، وكذلك الصناعة الهندية، وعملية تخيل واستحضار شعب المدينة وأعيادهم، و مدينة برشلونه في القرن التاسع عشر والإصلاح الحضرى، وأخيرًا افتتاح طريق لايتانا.
4-العديد من مراكز التراث المختلفة مرتبطة بالمتحف وهم معبد أوغسطس و المقبرة الكبيره الموجوده في ميدان لابيا في مدريد والعديد والعديد.....
في عام 1960 بدأ نشر المجلة الدورية في علم آثار وتاريخ المدينة الذي يعكس أو يظهر النشاط الأثرى وكذلك البحوث التي أجريت بالمتحف من خلال ندوة حول علم الآثار وتاريخ المدينة. وبعد ذلك بعامين ظهرت مجلة مبسثيانيا بارثينونيسا 1962-1978 التي حددت هويتها كمجلة للبحث والثقافة وكان من منشورتها مقال يدعى مدينة برشلونه وكذلك أيضًا يعكس المتحف تفاصيل الحياة الثقافية في ذلك الوقت.
ومع وصول الديموقراطية وبحلول عام 1979 وسط جدال كبير حول تجديد المتاحف في برشلونة وكتالونيا. وكان صاحب المشاركة الفعالة هو المدير فريدريك باو باررى حيث أصبحت المبانى الأثرية قديمة للغايه وبحاجة لإعادة ترميمها. فكل هذا يعد إجابات على الأسئلة الملحة حول المشاريع المختلفه مثل ترميم مبنى يعود للقرن التاسع عشر بمنزل بيدياس تم إلحاقة بمدخل مكتبة بايكساداى للخدمات الإدارية ويعد أو يعتبر مبنى خاص بالأنفاق الأثرية الذي تم إنجازه في عام 1998[وصلة مكسورة] مما يدل على غناهم بتراث العصور الوسطى وباكتشاف ما تحت قاعة تينيل.
وقد دعم ترميم المتحف المعرفة العامه عن طريق الأبحاث المقامة على مدينة برشلونة القديمة ونهايات العصور الوسطى، التي اعتمدت على كتاب بارثينو لبارثينونا في عام 2001 . وفي عام 2006 تم افتتاح المعرض العام الدائم المخصص لمدينة برشلونه في القرون الوسطى حيث أقيم في قاعة الخزائن تحت قاعة تينيل .و في العقد الثامن من القرن التاسع عشر أو في نهايات القرن العشرين ولغرض التجديد تم إغلاق المعرض الدائم المقام في منزل بيدياس 1993 بهدف ترميمه أيضًا.
منذ عام 1996 وفي نفس الغرف استضافت العديد من المعارض المؤقته المتخصصة لعرض مظاهر من تاريخ برشلونه تزامنا مع بدايات معرض برشلونه في ديلس اوستيريس الذي أظهر جزء كبير من محتويات المتحف في العصر الحديث. وقد انشئ سقف أسمنتى جعل من الممكن النزول إلى 4 آلاف كيلومتر مربع تحت الأرض لزيارة المدينة الرومانية القديمة والقدرة على مشاهدة أساس مبانى ميدان الرى التي يرجع عمرها إلى القرن الثامن قبل الميلاد، كبقايا لأحياءو ورش الكى وتنظيف الملابس وورش صناعة النبيذ وغيرهم....
ويظهر أثرهم جليًا خلال القرن السادس والقرن السابع في مقابر القوط.
ويمكن رؤية الكثير من التماثيل الرومانية المعروضة التي قد عثر عليها ومنهم تمثال كامل للربه ديانا ونصف تمثال لأنطونيو بيو وكذلك زوجته فوستينا الكبرى بالإيضافه لتمثال اغريبينا المصنوع من الرخام وكذلك زهرة البرشلونة المصنوع من البرنز.
وبمواصلة البحث في الخزائن الرومانية الموجوده تحت الأرض والآن ننضم إلى جولة للتنقيب عن بدايات المسيحية الكاتدرائية البدائية حيث البنيه المقامة على أعمده رخاميه بيضاء ذات رشقات نارية وطلال كنسية كانت فالقرن السادس عشر .
وفي عام 1992 قبل إعادة الهيكلة لمنزل باديياس تم التحفظ على الوثائق القديمة للنقابات الموجوده في العصور الوسطى في معرض دائم في المدينة. من بينهم كتاب كومنتارى ألس اوساتجس ببرشلونه للكاتب جاومى ماركيياس في عام 1440 والكاتب التنويرى بيرناط مارتو ريل بالإيضافه للوح فرانسيس سولير روفيروسا للرسام مارتى ألسينا التي تمثل وتصف كيف كان القصر الملكى الصغير. ففى الجزء العلوى من اللوحة يوجد ما يوضح إقامة كارلوس الأول في إسبانيا والحياة في كتالونيا وعاداتها وتقاليدها في ذلك الوقت أي في القرن السادس عشر إلى القرن التاسع عشر .
ومازال حتى يومنا هذا يستضيف منزل باديياس المعارض المؤقته ذات مواضيع معاصره بجانب التاريخية الأثريه،
وبشكل منظم أصبح المتحف يعتمد على المركز الثقافى ببرشلونه (ICUB) كجزء من إنشاء هذا التنظيم الرئيسى الضخم الذي يضم جميع العاملين البلدية في موضوع واحد وهو الثقافة 1996.
وفي خلال العقود الماضية الأخيرة تبنت دتوميناثيون متحف تاريخ برشلونه وقامت بإنشاء اسم لها واختصاره هو (MUHBA) في عام 2007.
ولقد عزز المتحف اهتمامه بالمدينة المعاصرة ليس فقط الاهتمام بالتاريخ وأصبح على صله دائمة بمركز للحفظ والترميم (ويؤكد ذلك الأرشيف الأثرى لعام 2006) والتجديد أو إضافة مراكز اقتصادية جديدة في أحياء وأقاليم برشلونه مثل دير بيدرالبيس(كان ذو صله ب (MUHBA) من عام 1999 إلى عام 2012) وبيت الراعى بارك غويل 2002 وملجأ 307 في عام 2003 سانتا كاترينا 2007 ودوموس سانت هونورات 2010 وقمة لاروفيرا 2011 ومنزل المياه 2011.

## مراكز وأماكن تراثية
1-مجموعات أثرية في ميدان الرى . حيث المقر الرئيسى للمتحف وصولاً لمنزل باديياس وقد كان قصر سابق في القرون الخامس عشر والسادس عشر وقد كان خير مثال على العمارة المدنية لمدينة كاتالونيا. وكذلك مزار الأنفاق الأثرية التي تحوى جزء كبير من بقايا المدينة الرومانية قديمة الأزل. وتنتهى الجولة في زيارة القصر الملكى في القرون الوسطى حيث يحتوى القصر الملكى على قاعة تينيل وكنيسة سانتا أجاتا (القرن الرابع عشر) فبالإيضافة إلى ميدان الرى (منطقة أو موقع ثيوتات).
2-معبد أجوستى . وحيث وجود العواميد والأساسات من المعبد الرومانى القديم الموجود في برشلونة. أيضًا شارع باراديس (موقع ثيوتات).
3-الدفن على الطريقة الرومانية في ميدان لافيلا بمدريد. حيث توجد المقبرة الرومانية بجوار إحدى البوابات القديمة في المدينة. ميدان لافيلا بمدريد (بمنطقة ثيوتات فيلا).
4- دوموس الرومانى الموجود بشارع سانتا هونورات. توجد بقايا دوموس الرومانى بالقرب من مجمع المدينة -وسط البلد- والعديد من الصوامع الكبيرة التي كانت موجودة في العصور الوسطى. بشارع فرويتا (منطقة ثيوتات فيلا).
5-MUHBA El Call يقع في الحى اليهودى قديمًا في العصور الوسطى ببرشلونة. حيث يوجد منزل جوسيف بوهياك الخياط (الحائك).ويبين لنا التاريخ الجالية اليهودية في برشلونة وعلاقتها بتاريخ المدينة وروعة وجمال الإرث الثقافى. ميدان منويل ريبى (ثيوتات فيلا).
6- سانتا كاترين. يوجد بقايا دير الدومينيكان سانتا كاتالينا بالقرب من السوق الذي أعيد إصلاحه في عام 2005 . سوق سانتا كاترينا، ميدان خوان كابرى (منطقة ثيوتات فيلا).
7- فيلا جوانا. منزل تحول لمتحف ويقع في حديقة كولسيرولا، مكرس لذكريات الشاعر الكتالانى جاسينتو فيرداجير وهو المكان الذي قضى فيه أيامه الأخيره (حاليًا يقام تجديد للمنزل) (يقع في فالفيدريرا، ساريا - سان جرفاسيو).
8- منزل التفسير بحديقة جوييل. المثبته في مركز الحراسة، واحدة من مداخل قاعات المعرض لمعرفة العلاقة بين انطونيو غاودى وسيده إوسيبى جويل و التنمية الحضرية في برشلونة في عام 1900 . شارع أولوت (هورتا - جيناردو).
9- قمة لاروفيرا، إطلالة بانورامية على المدينة، وضعت بقايا البطاريات المضادة للطائرات هناك خلال الحرب الأهلية الإسبانية وكذلك الثكنات التي شغلت نفس المكان ولكن في وقت لاحق. شارع ماريا لابيرنيا (هورتا- جيناردو).
10- ملجأ 307 . إيواء الحرب الأهلية الإسبانية الذي يقع عند سفح جبل مونتيجويك. شارع نودى لارامبلا (منطقة سان مونتغيوس).
11- منزل المياه. هي محطة ضخ المياة القديمة التي بنيت في 1915 - 1917 , تشرح كيفية توصيل المياه إلى برشلونة. حديقة المياه لترينيتات فيلا (منطقة نو بارييس).
12-مصنع المعاطف شارع سانت أدريا.
13- ميناء المار وحمامات بورتوارياس. وتمتد من 17 مترًا من الجدار الرومانى في القرن الرابع وكذلك بقايا حمامات من القرن الأول. ويشكل أيضًا جزءًا من الكنيسة القديمة سان كريستوبال. مركز ثيفيكو باتى ليمونا. شارع ريجومير.
14-المعرض الكتالونى المنير في قصر ريكيسنس، قصر الأكاديمية الملكية للخطابات الجيدة لبرشلونة بها عدد 47 صورة لشخصيات كاتالونية في شارع بيسبى كاكادور.
15-مركز المقتنيات MUHBA . منطقة فرانكا (مقاطعة سان - مونتغيوس).
16-مركزالبحث والنقاش. ميدان الرى (منطقة ثيوتات فيلا).

## نشاطات
و هناك الكثير من المعارض الدائمة والمؤقتة التي تحافظ على الأبواب المفتوحة للعامة والحفظ والبحث ونشر تراثها المتداول والمعروف وغير المعروف.MUHBA تنشر أنشطتها من خلال أشكال أخرى.
يحافظ مركز البحث والنقاش CRED على برنامج منظم للحديث عن التاريخ الحضرى وتنظيم الندوات وورش العمل والمؤتمرات عن المظاهر التاريخية للمدينة.
ولهذا يتم تنظيم رحلات وجولات وأنشطة ميدانية والعرض على المدارس لتوسيع مجلاتها لنشاطات ذات مستويات تعليمية مختلفة.
وعلى مستوى التعليم الجامعى أو التعليم العالى يتعاون MUHBA مع كلاً من طلاب الماجستير والدراسات العليا في جامعات برشلونة.
للبحث عن تراث جديد ذو صلة بمجال الموسيقى والعادات الغائية والتراث الشفوى وكذلك الأنشطة التراثية الأدبية.
وتشمل منشورات MUHBA مجموعات مختلفة من الكتب الورقية تدل أو تشير إلى التاريخ الحضرى ومجلات دورية كمجلة كواريس وكواديرنوس لعلم الأثار والتاريخ لمدينة برشلونة في عام 2005 , والتي كانت منذ 1960- 1980 مجلة في علم الآثار والتاريخ للمدينة ويحتوى MUHBA على مكتبة متخصصه في تاريخ برشلونة ويقود الشبكة الأوروبية لمتاحف المدينة التي تعقد اجتماعات منتظمة منذ 2010 , قامت رابطة أصدقاء وصديقات MUHBA بدعمه في الكثير من أنشطته.

## مقتنيات
يحتوى المتحف على عدد كبير وهام من الكائنات ذات صلة بالحياة المدنية والمهرجانات وتقاليد مدينة برشلونة ونقاباتهم والأوانى الزجاجية والكثير...
وأيضا هناك جزء آخر مهم جدا عن مقتنيات MUHBA وهو المواد التي تنتج من التدخلات الأثرية -المواد التي توجد فالحفريات الأثرية- هي دليل على الحياة المادية للمدينة من أصولها.
بعض أجزاء وتسلسلات بارزة في مقتنيات المتحف التاريخى لبرشلونة هم :
- تمثال مونتجيك المصنوع من حجر الخفاف والذي يمثل امرأة تشارك في مهرجانات باخوس (القرن الأول).
- نصف تمثال رخامى لسيدة وقيل أنها أغريبينا الصغرى (القرن الأول).
- حافة عجلة لعربة في عصر الأيبيرية في صوامع من ميناء مونتجويك (القرون ما قبل الميلاد من الرابع للثالث).
- قطعة أثرية عسكرية وجدت في طريق أغسطس في هوستا فرانكس (القرن الثالث).
- لوحة كتابية مصنوعة من الرخام مع الاسم الكامل لمستعمرة رومانية قديم بارثينو لعام 110-130
- تمثال نصفى يصف تصفيفة الشعر للذكور على غرار أنطونيوس بيو (القرن الثانى و الثالث).
- كوب من الفخار مزين بمشهد من معركة (القرن الثانى والثالث).
- لعبة طاولة "خمسه في صف واحد" محفورة على لوح من الحجر (القرون من الأول للخامس).
- متسابق. جزء من لوحة جدارية من دوموس من بارثينو التي ينبغى أن تمثل مشاهد صيد (القرن الرابع).
- قبر الفسيفساء . التي تصور جريمة قتل وجدت أثناء عمليات التنقيب في ساحة أنطونيو مورا (القرن الخامس).
- ختم على شكل خاتم من البرونز على شكل حصان (القرن الخامس).
- نصب تذكارى للمؤسسة للورع صموئيل ها - ساردى (القرن الثالث عشر).
- الرسومات الجدارية القوطية تمثل غزو مايوركا التي اكتشفت في عام 1944 وقدمت في قاعة تينيل ويعتبر جزءًا من الديكور فالقصر الملكى الكبير حتى عام 1300.
- الرسوم الجدارية التي تصور موكب من الفرسان في منزل كالى باسيا (نهايات القرن 13 وبدايات 14).
- قذائف الهاون البرونزية قام بها برناط فيدال بتكليف من المدير أنطونيو لونش 1464.
- سان ستيفان وسان كريستوفر وسان جوردى وسان بينت (أو سان ماكاريو).
- آلات الساعة الفلامنكية أو أكبر ساعة في برشلونة. بتكليف من الكونسيل دى ثينت للساعات الفلامنكية سيمون نيكولاس] وكليمينتى أوسين 1576.
- الجزء الأوسط للعلم القديم لمقاطعة سانتا إولاليا ببرشلونة وهو أكبر رمز للمدينة (في نهايات القرن 16 أو بدايات 17)
- شخصيه فروسية لسان خوليان نحت من الخشب الملون، راعى النقابة من التجار وأصحاب المحلات التجارية (القرن 17).
- تمثال نصفى لوعاء الذخائر المقدسة سان أبدون الأول وسان سينين وأرباب العمل نقابة البستانيين. نحت من الخشب الملون (القرن 18).
- وعاء الذخائر المقدسة لسان فابيان وسان سيباستيان لكنيسة لاكاسا لمدينة برشلونة، والعمل من صنع فليبى روس 1611.
- تتويج ملاك المسلة بميدان البلاط أو الأنجيل وهو من عمل فليبى روس 1611.
- مقدمة تمثال سانتا إولاليا التي تتوج المسلة في ميدان بيدرو وهو من عمل لويس بونيفك 1686.
- مباخر سالو دى ثينت لمنزل المدينة ببرشلونة وهو عمل من تنفيذ بيرى ثيردانيا 1675.
- تمجيد شعارات النبالة من برشلونة. الدرع البرشلونى يحتوى على إشارة واقعية وتحيط به كل الدروع من مختلف أراضى مملكة أراجون 1681.
- تمثال ل ميخائيل جريموساكس وهو كبير مستشارى برشلونة في عام 1689.
- الموازين والمقاييس الرسمية لمدينة برشلونة القديمة.
- مجموعة من صفقات البلاط.
- الميلاد وهي لوحة لرسام مجهول لعام 1775.
- صورة لسانتياجو ميجيل جوزمان، دافالوس سبينولا، ماركيس دى لامينا، وهو عمل مانويل تراموليس1760-1766.
- نصف تمثال بيرى فيرغيلى يحمل خطط للكلية الجراحية لبرشلونة، هذا العمل أنجز ببراعة دامون أماديو في عام 1775- 1800.
- علم أو راية نقاية الحدادين والأقفال، مطرزه من قبل أنطون كوستا 1782.
- صورة الرسام جوسيف فلاوجير في عام 1810.
- درع برشلونة توجت قطعة النحت هذه ميدان سان بير القديم 1826 .
- لاباتوليا وهي لوحة أنتونى فيران وسان يول كما أنها تنسب أيضًا إلى جوسيب أرراو . وهي تمثل الانتفاضة الشعبية التي حدثت ما بين 1835- 1845.
- الشمعدان ذو الثلاثة عشر شعلة المصنوع من المعدن، والذي قد انصهر بسبب القنابل التي قذفت على قصر لابيررنيا أثناء تفجير إسبارطه . وهي من تصميم جوسيب ديفيسا .
-اثنان من المكاتب المطعمه بنقاشات تشير للحرب الفرنسية وأيضًا الإفريقية وهو عمل لجوسيب أنطونى كابانيرس 1866.
- لوحة لفنانه أتشيلى باتيستوزى.
- قنبلة من الطراز الأورسينى 1893.
- عرض موكب الكوربوس المتكون من 127 شخصية رئيسية والعمل من إبداع جوسيب ليونارت 1898.
- جمع عينات من رصيف الهيدروليكيه من منزل محطم في برشلونة.
- مجموعة من الأغراض التعليمية والمدرسية من مدارس البلدية في برشلونة.
-توقيع سان أنطونيو على حائط السوق وهو من تصميم إدوارد ماريا بالثياس بويجس.والإفصاح عن جائزة نحتيه خاصة للمشاركة في مسابقة المبانى والمنشآت التجارية من مجلس البلدية عام 1909.
- درع تذكارى يمنح من قبل الجمعية الاقتصادية لبرشلونة لأصدقاء البلد من العاملين بمصانع الغزل والنسيج 1915. وهو عمل للنحات جوسيب ليمونا وأسس بواسطة إستاكثيولى.
- عمل «النصر لإسبانيا» أو «إسبانيا المنصورة» أو «النصر» لفريدريك ماريس الذي نظمه فرانكو على مسلة باسيو جارثيا1941.
- مجموعة من الأعمال النموذجية والتي تمنح من قبل HOLSA (مجموعة أوليمبيك القابضة SA) وهدفها هو الترويج والدعاية للألعاب الأولمبية في برشلونة لعام 1992.
ويشارك المجموعة التاريخية، الأرشيف الأثرى ل حيث مستودع الخامات من الحفريات الأثرية التي قد عثر عليها في برشلونة ويشير أيضًا لمقتنيات المعرض المنير بكاتالونيا، وهم مقتنيات بيرداجيرياناس دى فيلا خوانا , وقطع مستعارة من جمعية أصدقاء فابرا، ومعاطف مصنوعة في مصنع الحى ويسمى سان أندرو دى بالومار وهذه المعاطف ذات علاقة بتاريخ المصنع.

## أشهر الصور

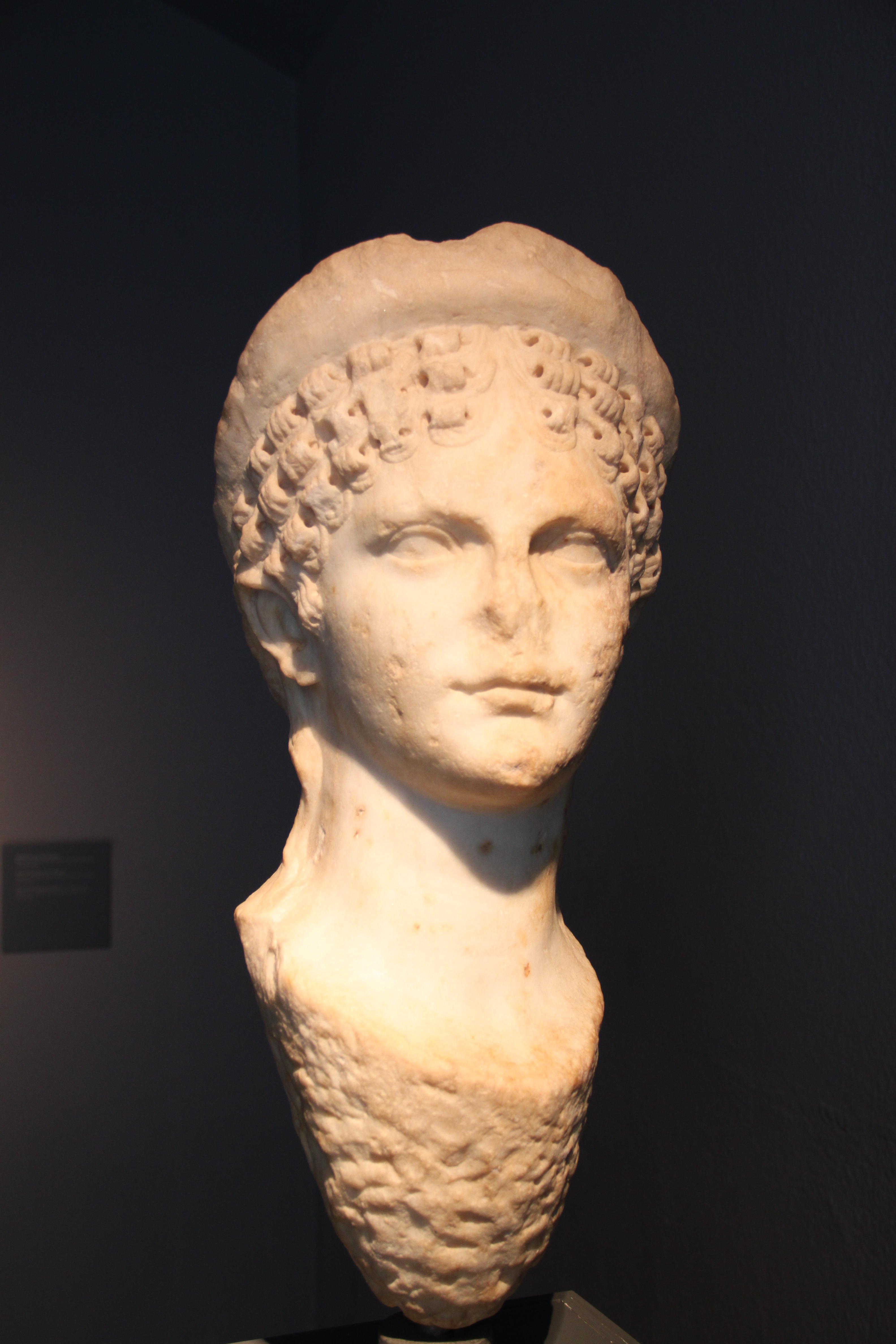
تمثال نصفى من الرخام لأغريينا الصغرى تعود للقرن الأول.
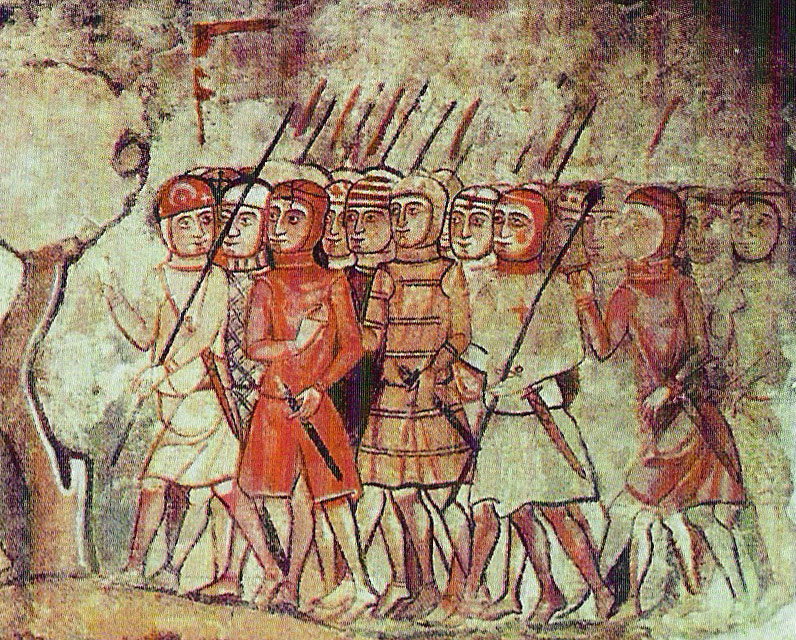
رسمة قوطيه بقاعة تينيل توضح الغزو العربى لمدينة مايوركا.
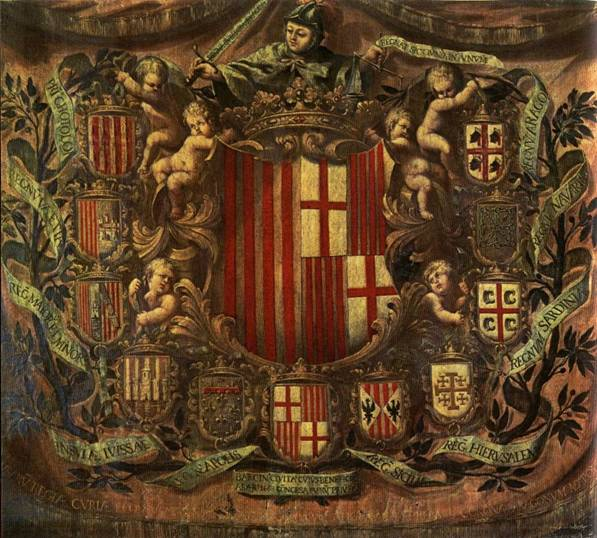
لوحه مملكة أراغون تعود للقرن السابع عشر.
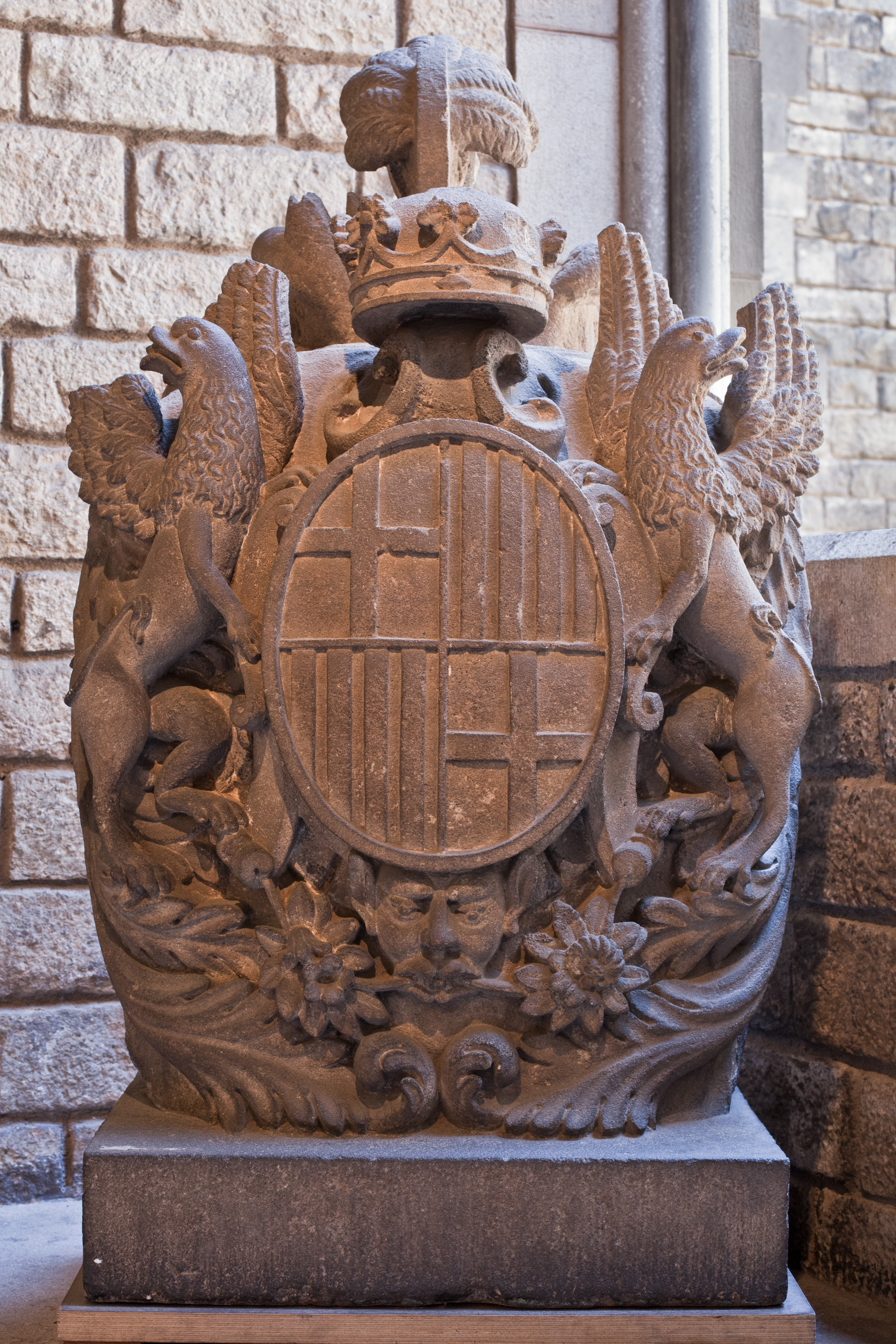
نفورة قديمه يرجع عمرها للقرن التاسع عشر والتى كانت بميدان سان بيدرو.
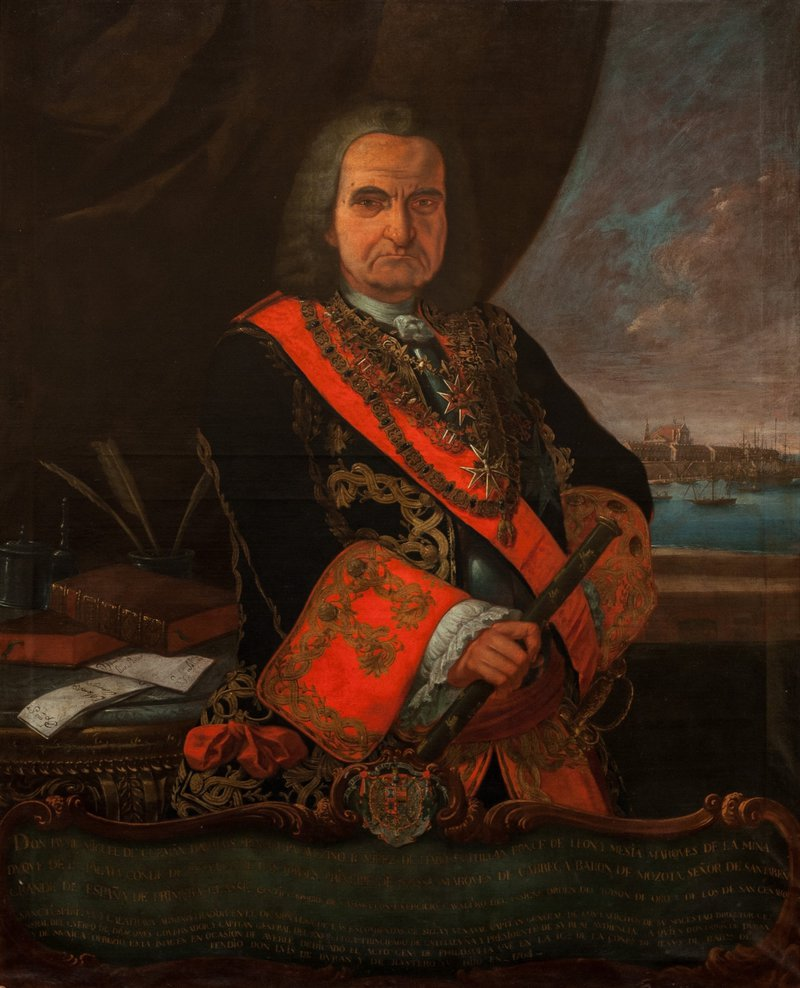
لوحه لنصف تمثال لميجيل دى جوسمن دافالوس سيبينولا.
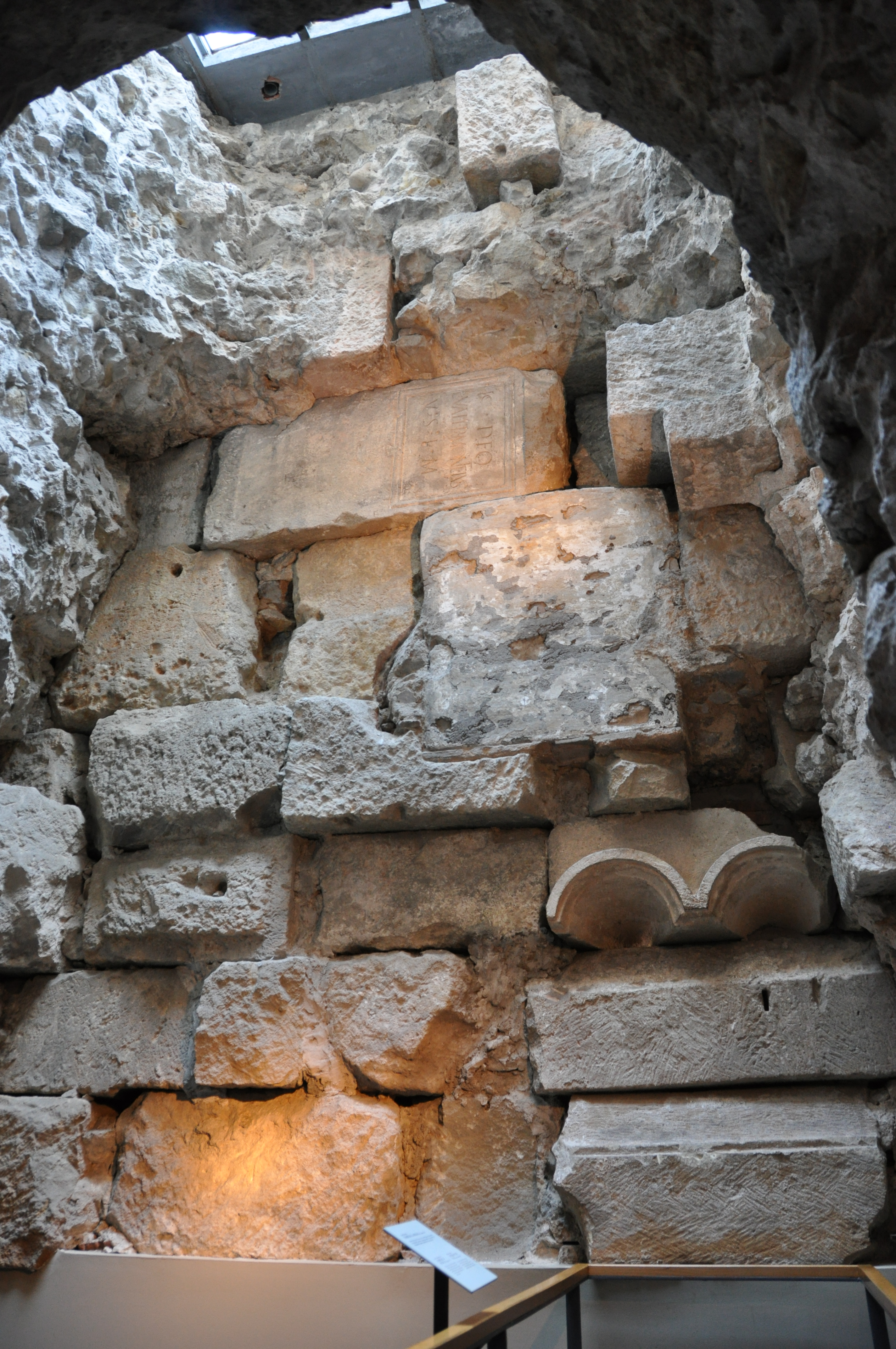
الحائط الروماني.